# Неравенство Безиковича
Неравенство Безиковича в дифференциальной геометрии — соотношение, которое даёт нижнюю оценку площади поверхности с краем, допускающей параметризацию квадратом {\displaystyle [0,1]\times [0,1]}. Названо по имени Абрама Безиковича.

## Формулировка
Для римановой метрики {\displaystyle g} на {\displaystyle n}-мерном кубе {\displaystyle [0,1]^{n}} выполняется неравенство
{\displaystyle \mathop {\rm {vol}} ([0,1]^{n},g)\geq \prod _{i=1}^{n}a_{i}},
где {\displaystyle a_{i}} обозначает расстояние в {\displaystyle g} между {\displaystyle i}-ой парой противоположных граней.

## Следствия
- Пусть {\displaystyle g} есть метрика без сопряжённых точек на {\displaystyle \mathbb {R} ^{n}}, которая совпадает с евклидовой вне компактного множества. Тогда {\displaystyle (\mathbb {R} ^{n},g)} изометрично евклидову пространству.

## Вариации и обобщения
- Неравенство Безиковича с константой выполняется для произвольных метрик на квадрате, вместо объёма можно взять меру Хаусдорфа той же размерности.

- Для финслеровых метрик верна похожая оценка с константой, которая зависит от размерности и типа объёма.